# Pavillon de chasse de Grunewald
Le pavillon de chasse de Grunewald (en allemand : Jagdschloss Grunewald) est un château situé dans le quartier de Dahlem (à la frontière de Grunewald) à Berlin. Il a été construit en 1542.

## Histoire
Au début du XVIe siècle, le prince-électeur (Kurfürst) de Brandebourg, Joachim II Hector de la maison de Hohenzollern, passionné de chasse, fit construire plusieurs pavillons pour son loisir dans les domaines forestiers aux environs de la capitale de Berlin (comme à Oranienbourg ou Köpenick). À quelque 15 kilomètres au sud-ouest du château de Berlin, il fit ériger un pavillon de chasse Renaissance sur les rives d'un lac dans la lande de Teltow. L'architecte Caspar Theiss, qui a déjà participé à la construction de la résidence à Berlin, s'inspira de modèles saxons se trouvant à Dresde et à Torgau. Le prince-électeur nomma son pavillon « de la forêt verte » (zum grünen Wald), expression qui a donné son nom à la forêt de Grunewald environnante. Une piste cavalière le reliait à Berlin, qui allait devenir le Kurfürstendamm.
À l'èlecteur et son épouse Hedwige Jagellon, le château était la résidence idéale pour s'adonner à la passion de la chasse et pour organiser des fêtes de cour. Sous le gouvernement de Jean II Georges, fils de Joachim Hector, à partir de 1571, le château a été agrandi dans le style d'une maison forte suivant les plans de l'architecte Rocco Guerrini (Rochus zu Lynar). Plus tard, le pavillon fut délaissé et n'était pas restauré avant le règne du « Grand Électeur » Frédéric-Guillaume Ier, qui aussi fut ériger le pavillon de chasse de Glienicke, au sud-ouest de la forêt, en 1683.

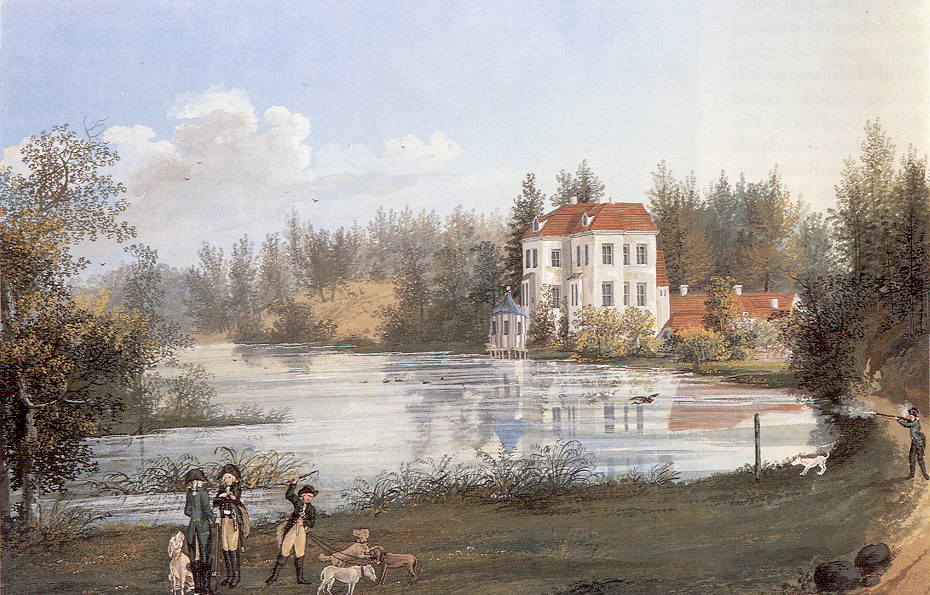
Le pavillon de chasse de Grunewald du nord-ouest, gouache de Johann Friedrich Nagel (1788)

Au cours de la première décennie du XVIIIe siècle, le roi Frédéric Ier de Prusse le fit baroquiser sans toutefois lui ôter tout son caractère Renaissance. Son fils, le « Roi-Sergent » Frédéric-Guillaume Ier, de temps en temps a utilisé le pavillon pour ses séjours; néanmoins, il a préféré les forêts de Wusterhausen. Le roi Frédéric le Grand n'a pas été intéressé à la chasse. Il fit adjoindre au château les communs qui se trouvent du côté Sud et qui servirent de dépôt pour le matériel de chasse de ses prédécesseurs. Les derniers travaux furent exécutés de 1901 à 1904 pour l'empereur Guillaume II d'Allemagne, celui-ci ayant renoué avec la tradition des grandes chasses de la cour.

## Musée
Depuis 1932, l'administration prussienne des châteaux utilisa le pavillon, qui ne contenait presque plus aucun meuble, pour y exposer des tableaux de peinture datant du XVe siècle au XIXe siècle. On peut y voir notamment des œuvres de Lucas Cranach l'Ancien. Le pavillon ayant été épargné par la Seconde Guerre mondiale, il a été, en 1949, le premier musée berlinois rouvert au public.
En 1977, on lui a adjoint un musée de la Chasse (Jagdmuseum), aménagé dans les anciens communs où était remisé le matériel de chasse.